# Bitwa pod Parachońskiem
Bitwa pod Parachońskiem – walki polskich 49 pułku piechoty mjr. Baltazara Niepokojczyckiego i 145 pułku piechoty mjr. Witolda Warthy z oddziałami Armii Czerwonej w czasie ofensywy jesiennej wojsk polskich w okresie wojny polsko-bolszewickiej.

## Sytuacja ogólna
Po wielkiej bitwie nad Wisłą, Naczelne Dowództwo Wojska Polskiego zreorganizowało struktury wojskowe, zlikwidowało między innymi dowództwa frontów i rozformowało 1. i 5. Armię. Na froncie przeciwsowieckim rozwinięte zostały 2., 3., 4. i 6. Armia.
10 września, na odprawie w Brześciu ścisłych dowództw 2. i 4 Armii, marsz. Józef Piłsudski nakreślił zarys planu nowej bitwy z wojskami Frontu Zachodniego. Rozpoczęły się prace sztabowe nad planem bitwy niemeńskiej. Toczona w dniach 20–28 września operacja zakończyła się dużym sukcesem militarnym Wojska Polskiego, a bój pod Lidą był jej zakończeniem.
Bezpośrednio po niej polskie dywizje przystąpiły do pościgu za pobitym nieprzyjacielem. Objął on rozległy front od Niemna na północy, aż po Prypeć na południu.

## Walki pod Parachońskiem
Po opanowaniu Pińska 49 pułk piechoty rozpoczął pościg za szybko wycofującym się przeciwnikiem. Idący w awangardzie I batalion 49 pułku piechoty maszerował w kierunku na Parachońsk – Łuniniec.
30 września szpica czołowa sforsowała Jasiołdę. Jednak kontratak nieprzyjaciela zepchnął ją na drugi brzeg. Walki przeniosły się na zachodni brzeg i trwały cały dzień. Jednak polski batalion utrzymał swoje pozycje, a po nadejściu głównych sił 49 pułku piechoty i 145 pułku piechoty Polacy ponownie sforsowali Jasiołdę. 1 października II batalion 49 pułku piechoty uderzył na Parachońsk i zdobył go. W tym czasie na stację kolejową uderzyły pododdziały 145 pułku piechoty również z powodzeniem.